# 加納奇夫卡
加納奇夫卡（烏克蘭語：Ганачівка）是烏克蘭西部的村莊，隸屬利維夫州的利維夫區。該村始建於1394年，面積3.67平方公里，2001年人口466，人口密度每平方公里126.98人。